# Масафуми Јокојама
Масафуми Јокојама (јап. 横山 正文; Нагасаки, 10. април 1956) бивши је јапански фудбалер.

## Каријера
Током каријере је играо за Nippon Steel.

## Репрезентација
За репрезентацију Јапана дебитовао је 1979. године. За тај тим је одиграо 31 утакмица и постигао 10 голова.

## Статистика
| Јапан  | Јапан   | Јапан  |
| Година | Наступи | Голови |
| ------ | ------- | ------ |
| 1979.  | 1       | 0      |
| 1980.  | 12      | 2      |
| 1981.  | 9       | 6      |
| 1982.  | 1       | 0      |
| 1983.  | 7       | 2      |
| 1984.  | 1       | 0      |
| Укупно | 31      | 10     |